# Chemin de la Côte-de-Liesse
Pour les articles homonymes, voir Liesse.

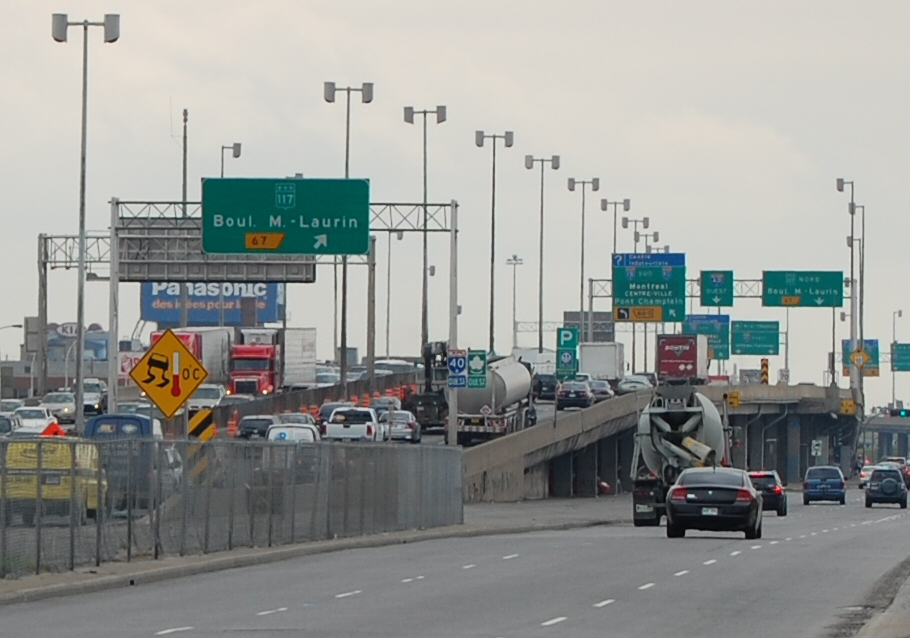
L'autoroute métropolitaine et le chemin Côte-de-Liesse, vue vers l'ouest (kilomètre 67)

Le Chemin de la Côte-de-Liesse est aujourd'hui une voie de circulation rapide qui longe  l'autoroute 520 à Montréal, Dorval, et la ville de Mont-Royal. 

## Situation et accès
C'est aussi la voie de service de l'autoroute Métropolitaine, des deux côtés de celle-ci entre l'autoroute des Laurentides et l'autoroute 520. 
Dans son plan d'urbanisme, Montréal projette d'améliorer cette voie pour faciliter la mobilité des piétons d'un côté à l'autre de l'autoroute qui pourrait même être transformée en boulevard urbain. Toutefois, la défusion des villes de Dorval et de Mont-Royal pourrait grandement retarder tout projet de transformation.

## Origine du nom
Comme pour le boulevard de la Côte-Vertu, ce nom évoque un lieu de pèlerinage en France dédié à Notre-Dame. Les sulpiciens nommeront quelques côtes de la seigneurie de l'île de Montréal en l'honneur de la Sainte-Vierge pour laquelle ils ont une grande dévotion. Le nom de cette voie de circulation provient de son ancienne appellation, la Côte Notre-Dame-de-Liesse, qui tirait son origine de la petite ville française de Liesse devenue célèbre en raison du pèlerinage qu'on y effectue depuis 1134.

## Historique
Le nom de Côte-de-Liesse représente un vaste secteur historique situé dans la zone du centre sud-ouest de l‘île de Montréal.
Historiquement, la municipalité de La Présentation-de-la-Sainte-Vierge est constituée civilement en 1895, puis change de nom et devient Côte-de-Liesse en 1954. Mais trois ans plus tard, elle disparaît, son territoire étant divisé entre les municipalités de Dorval, Lachine et Saint-Laurent.
Actuellement, on connaît le toponyme de Côte-de-Liesse avant tout grâce à l’Autoroute de la Côte-de-Liesse (ouverte en 1968) et au Chemin de la Côte-de-Liesse (inauguré en 1958)

## Bâtiments remarquables et lieux de mémoire
On y trouve des entrepôts de plusieurs entreprises de distribution de biens. 